# Istituto Foresight
L'Istituto Foresight Nanotech (Foresight Nanotech Institute), ex Foresight Institute è una organizzazione non profit di Palo Alto negli Stati Uniti, per aumentare la consapevolezza sull'uso e le conseguenze della nanotecnologia molecolare e altre tecnologie emergenti, come l'intelligenza artificiale forte e la biotecnologia.
Foresight gestisce quattro programmi interdisciplinari per ricercare, far progredire e governare tecnologie mature per il beneficio a lungo termine alla vita ed alla biosfera: macchine molecolari nanotecnologiche per la costruzione di materiali migliori, biotecnologie per l'estensione della salute, informatica e commercio di criptovalute per cooperazioni globali.
Promuovono conferenze a tema, pubblicano relazioni e producono un bollettino di informazioni.

## Storia
Il Foresight Institute è stato fondato nel 1986 da Christine Peterson, Kim Eric Drexler e James C. Bennett per supportare lo sviluppo della nanotecnologia. Molti dei membri iniziali dell'istituto arrivarono dalla L5 Society, che speravano di formare un piccolo gruppo più concentrato sulle nanotecnologie. Nel 1991, il Foresight Institute ha creato due sottoorganizzazioni con il finanziamento dell'imprenditore tecnologico Mitch Kapor.
Negli anni '90, il Foresight Institute ha lanciato diverse iniziative per fornire finanziamenti agli sviluppatori di nanotecnologie, tipo il premio Millennium Technology Prize, il Kartik Gada Humanitarian Innovation Prizes ed il Feynman Prize in Nanotechnology.
Nel maggio 2005, il Foresight Institute ha cambiato il suo nome in "Foresight Nanotech Institute", anche se è tornato al suo nome originale nel giugno 2009.